# Equisets
Equisetum és un gènere de plantes vasculars sense llavors, l'únic gènere actual de la família Equisetaceae i de l'ordre Equisetales dintre dels pteridòfits. Reben el nom comú de equisets o cues de cavall. El nom d'Equisetum prové del llatí equus (cavall) i seta (crin).
En la flora del Carbonífer i part del Permià la família Equisetaceae va ser molt important i tenien individus amb alçades de fins a 30 metres, però actualment només n'hi al món 32 espècies, vuit d'aquestes autòctones dels Països Catalans: E. telmateia, E. arvense, E. sylvaticum, E. palustre, E. fluviatile, E. hyemale, E. ramosissimum i E. variegatum.

## Característiques
Són plantes sense flors ni fruits, igual que les falgueres. Els esporangis se situen en els esporangiòfors, disposats en agrupacions en forma de pinya anomenades estròbils al capdamunt de les tiges, ja siguin a les mateixes tiges on hi ha les fulles o bé en tiges especials sense fulles, segons l'espècie.

## Taxonomia
Subgènere Equisetum
- Equisetum arvense - Cua de cavall petita[4]
- Equisetum bogotense -
- Equisetum diffusum -
- Equisetum fluviatile -
- Equisetum palustre -
- Equisetum pratense -
- Equisetum sylvaticum -
- Equisetum telmateia - Cua de cavall grossa[4]

Subgènere Hippochaete
- Equisetum giganteum -
- Equisetum myriochaetum -
- Equisetum hyemale -
- Equisetum laevigatum -
- Equisetum ramosissimum - Cua de cavall ramosa,[4] trencanua[2]
- Equisetum scirpoides -
- Equisetum variegatum -

### Alguns híbrids
Híbrids entre espècies del subgènere Equisetum
- Equisetum × litorale Kühlew ex Rupr. = Equisetum fluviatile × Equisetum arvense
- Equisetum × dycei C.N.Page = Equisetum fluviatile × Equisetum palustre
- Equisetum × willmotii C.N.Page = Equisetum fluviatile × Equisetum telmateia
- Equisetum × rothmaleri C.N.Page = Equisetum arvense × Equisetum palustre
- Equisetum × robertsii Dines = Equisetum arvense × Equisetum telmateia
- Equisetum × mildeanum Rothm. = Equisetum pratense × Equisetum sylvaticum
- Equisetum × bowmanii C.N.Page = Equisetum sylvaticum × Equisetum telmateia
- Equisetum × font–queri Rothm. = Equisetum palustre × Equisetum telmateia

Híbrids entre espècies del subgènere Hippochaete
- Equisetum × moorei Newman = Equisetum hyemale × Equisetum ramosissimum
- Equisetum × trachydon A.Braun = Equisetum hyemale × Equisetum variegatum
- Equisetum × schaffneri Milde = Equisetum giganteum × Equisetum myriochaetum
- Equisetum × ferrissii Clute = Equisetum hyemale × Equisetum laevigatum
- Equisetum × nelsonii (A.A.Eat.) Schaffn. = Equisetum laevigatum × Equisetum variegatum